# Comuna de Bisztynek
Bisztynek (polaco: Gmina Bisztynek) é uma gminy (comuna) na Polónia, na voivodia de Vármia-Masúria e no condado de Bartoszycki. A sede do condado é a cidade de Bisztynek.
De acordo com os censos de 2004, a comuna tem 6861 habitantes, com uma densidade 33,7 hab/km².

## Área
Estende-se por uma área de 203,55 km², incluindo:
- área agrícola: 80%
- área florestal: 10%

## Demografia
Dados de 30 de Junho 2004:
|                      | Total   | Total | Mulheres | Mulheres | Homens  | Homens |
| -------------------- | ------- | ----- | -------- | -------- | ------- | ------ |
|                      | pessoas | %     | pessoas  | %        | pessoas | %      |
| População            | 6861    | 100   | 3485     | 50,8     | 3376    | 49,2   |
| Densidade (pop./km²) | 33,7    | 100   | 17,1     | 17,1     | 16,6    | 16,6   |

De acordo com dados de 2002, o rendimento médio per capita ascendia a 1638,29 zł.

## Subdivisões
- Bisztynek-Kolonia, Dąbrowa, Grzęda, Księżno, Lądek, Łędławki, Nowa Wieś Reszelska, Paluzy, Pleśno, Prosity, Sątopy, Sułowo, Troksy, Troszkowo, Unikowo, Warmiany, Wojkowo, Wozławki.

## Comunas vizinhas
- Bartoszyce, Jeziorany, Kiwity, Kolno, Korsze, Reszel